# Carfizzi
Carfizzi község (comune) Calabria régiójában, Crotone megyében.

## Fekvése
A település a Lipuda folyó völgyében fekszik, a megye északi részén. Határai: Cirò, Melissa, Pallagorio, San Nicola dell’Alto és Umbriatico.

## Története
A település alapításáról nincsenek pontos adatok. 1468-ban albán menekültek telepedtek le területén, akiket a törökök űztek el hazájukból. 1806-ig, amikor a Nápolyi Királyságban felszámolták a feudalizmust cosenzai nemesi családok birtoka volt. 1904-ig közigazgatásilag San Nicola dell’Alto-hoz tartozott, csak ezt követően lett önálló.

## Népessége
A népesség számának alakulása:

## Főbb látnivalói
- Palazzo Corritore
- Palazzo Leonetti
- Palazzo Rizzuto
- Sant’Antonio-templom
- Santa Veneranda-templom